# Stilo (cognome)
Stilo è un cognome di lingua italiana.

## Varianti
Stilitano, Stillitano, Stillittano, Stillo.

## Origine e diffusione
Cognome tipicamente meridionale, è presente prevalentemente in Calabria.
Potrebbe derivare dal toponimo Stilo, dal greco stylos, "colonna".